# Holly Robinson Peete
Holly Robinson Peete, född 18 september 1964 i Philadelphia, Pennsylvania, är en amerikansk skådespelerska. Hon är gift med en amerikansk fotbollsspelare vid namn Rodney Peete som hon har fyra barn med. Hon är mest känd för sin roll i 21 Jump Street där hon spelade Judy Hoffs.